# セウーイ
セウーイ（イタリア語: Seui）は、イタリア共和国サルデーニャ自治州南サルデーニャ県にある、人口約1,300人の基礎自治体（コムーネ）。

## 地理

### 位置・広がり

#### 隣接コムーネ
隣接するコムーネは以下の通り。括弧内のNUはヌーオロ県所属を示す。
- アルツァナ (NU)
- エスカラプラーノ
- エステルツィーリ
- ガーイロ (NU)
- ペルダズデフォーグ (NU)
- サーダリ
- セウーロ
- ウラッサイ (NU)
- ウッサッサイ (NU)